# San Luis Amatlán
San Luis Amatlán è un comune del Messico, situato nello stato di Oaxaca.